# Desperate Teachers
Desperate Teachers (Lower Learning) (Sauvés par la cloche, au Québec) est un film humoristique réalisé par Mark Lafferty et sorti en 2008. Il a  pour acteurs principaux Jason Biggs et Eva Longoria.

## Synopsis
L'école élémentaire Barry Goldwater court à sa perte: les résultats sont les plus bas de l'État, les professeurs sont soit des ivrognes, soit des obsédés sexuels et le principal extorque de l'argent aux parents. Le dernier espoir de l'école réside en la personne de Tom, le vice-principal qui doit tout remettre en ordre avant que le comité ne fasse fermer l'établissement. Une inspectrice est envoyée par le ministère de l'éducation dans l'école...

## Distribution
- Jason Biggs : Tom Willoman
- Eva Longoria (V. F. : Odile Schmitt) : Rebecca Seabrook
- Rob Corddry : Harper Billings
- Monica Potter : Laura Buchwald
- Will Sasso : Jesse Buchwald
- Kyle Gass : Decatur Doublewide